# Timor Gap
Pour les articles homonymes, voir Timor (homonymie).

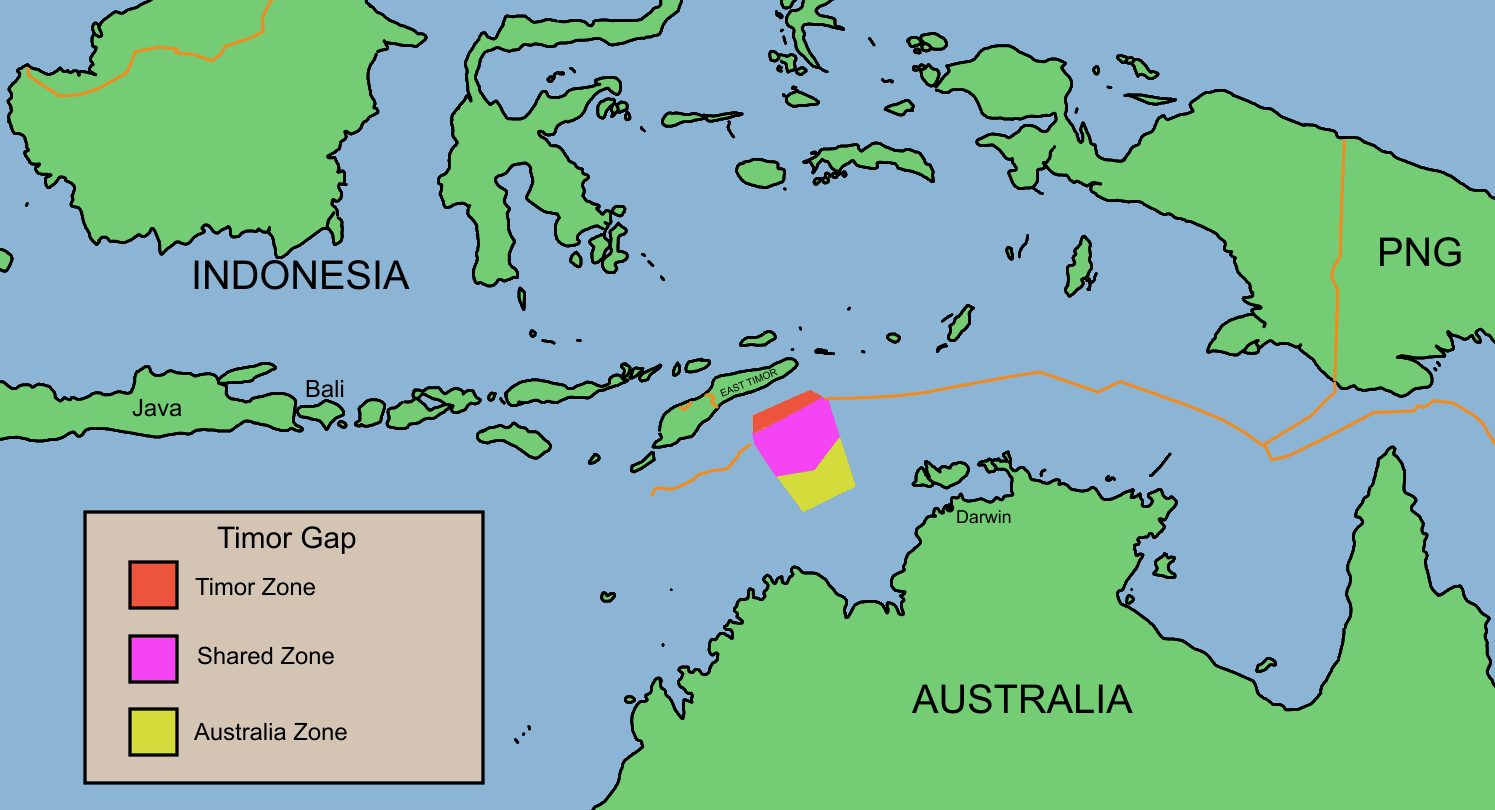
Timor Gap

« Timor Gap » est le nom souvent utilisé pour faire référence à une zone de la mer de Timor entre le Timor oriental, l'Indonésie et l'Australie. Cette zone est restée sans souveraineté définie lors de la négociation des frontières maritimes entre l'Australie et l'Indonésie en 1972, car le Portugal à qui appartenait encore la partie orientale de Timor avait refusé de participer aux négociations. 

## Histoire
Après 400 ans de domination portugaise, 25 ans d'occupation militaire indonésienne et 2 ans et demi  de gouvernement transitoire des Nations unies, le Timor oriental est devenu indépendant en 2002. Cependant, le nouvel État n'a pas encore établi de frontières maritimes avec les États voisins que sont l'Indonésie et l'Australie. Il revendique que la frontière maritime soit établie à mi-chemin des côtes des deux pays, tandis que l'Australie revendique la possession de l'ensemble du plateau continental. Un premier traité, le Traité de la mer de Timor fut signé lors de l'indépendance du Timor oriental. Cet accord prévoyait que 90 % des revenus tirés de la zone contestée lui reviendrait. Cela constituerait alors la principale ressource économique de cet État. Mais la zone contestée selon les estimations ne contient que 20 % des réserves pétrolières et gazières de la mer de Timor et c'est sur les 80 % que portent les divergences entre le Timor oriental et l'Australie. Ces 80 % ne sont pas compris dans l'accord, comme l'important gisement de « Greater Sunrise » à la limite nord-est du Timor Gap. L'Australie estime que ce gisement se trouve à l'intérieur de ses frontières maritimes, telles que définies avec l'Indonésie en 1972. Le Timor le conteste au nom du droit international qui fixe la zone économique exclusive d'un pays à 200 milles nautiques depuis sa côte. Dans ce cas, le Timor oriental disposerait de la quasi-totalité du gisement du « Greater Sunrise » et non plus des seuls 20 % qui lui sont actuellement accordés.

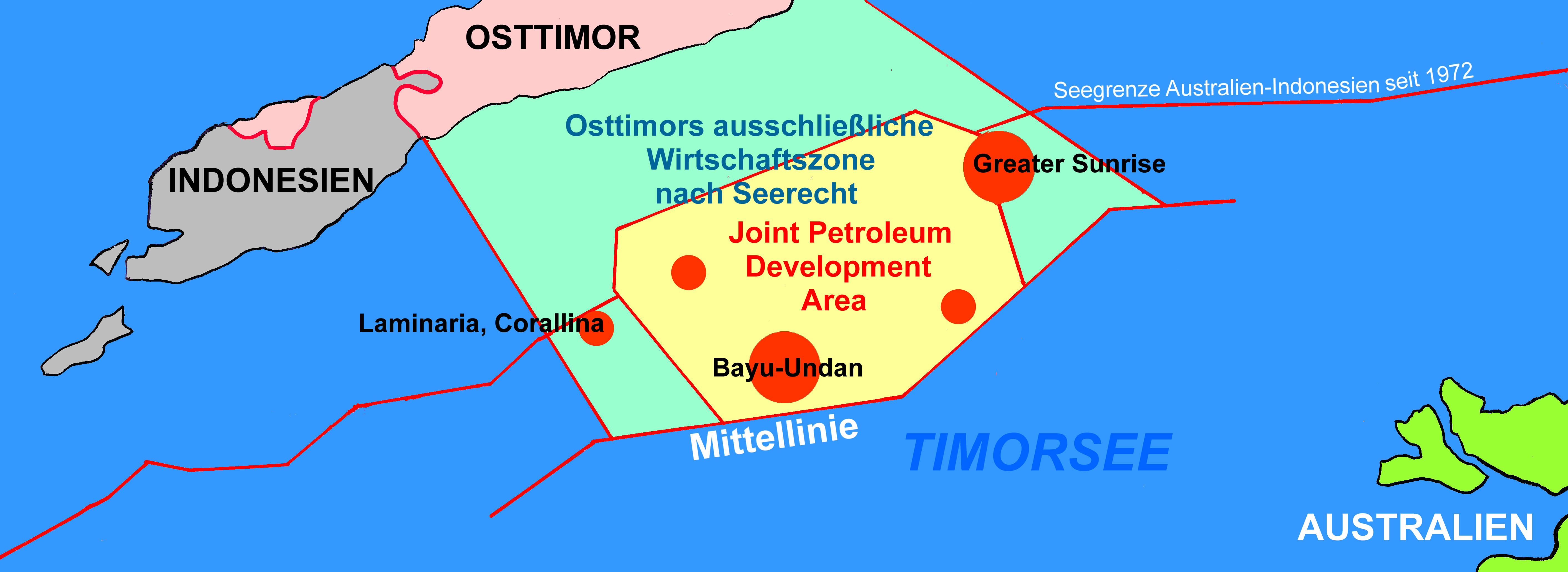
En vert : zone économique exclusive du Timor oriental selon le droit international ; en jaune : espace commun d'exploitation pétrolifère défini par le traité de la mer de Timor ; la ligne rouge supérieure correspond à la frontière définie en 1972 entre l'Indonésie et l'Australie.

## Négociation
Des négociations sont en cours depuis 2002. Leur importance et leur longueur tient au fait que le sous-sol marin de la zone est riche en pétrole et en gaz. Malgré plusieurs accords provisoires, les frontières maritimes permanentes ne sont pas encore établies. L'Australie a retiré ce point de la compétence qu'elle reconnaissait à la Cour internationale de justice en 2002, et avec des compagnies pétrolières internationales, a poussé le Timor oriental à accepter une formule de partage des revenus pétroliers à 50 % chacun en attendant une résolution définissant les frontières permanentes. Le Timor oriental et l'Australie ont signé un traité dans ce sens en janvier 2006 ( « Certain Maritime Arrangements in the Timor Sea » - CMATS) entré en vigueur le 23 février 2007. Ce traité est remis en cause en décembre 2013 par le Timor oriental, qui souhaite le dénoncer devant la Cour permanente d'arbitrage de La Haye. Le Timor oriental accuse l'Australie d'espionnage et le signataire australien, Alexander Downer, de conflit d'intérêts puisque celui-ci après avoir été ministre des Affaires étrangères, est ensuite devenu  conseiller de Woodside Petroleum, la compagnie qui exploite le champ de gaz de Greater Sunrise.